# TT手槍
托卡列夫手槍（意為：托卡列夫7.62毫米半自動手槍1930年型）是前蘇聯製造的半自動手槍之一，於1930年定型，由費迪·華西列維奇·托卡列夫設計，開發目的是用以取代沙俄時期的納甘M1895轉輪手槍。該槍也常常被稱為TT（俄语：Тульский Токарева，意為：圖拉托卡列夫）。

## 歷史

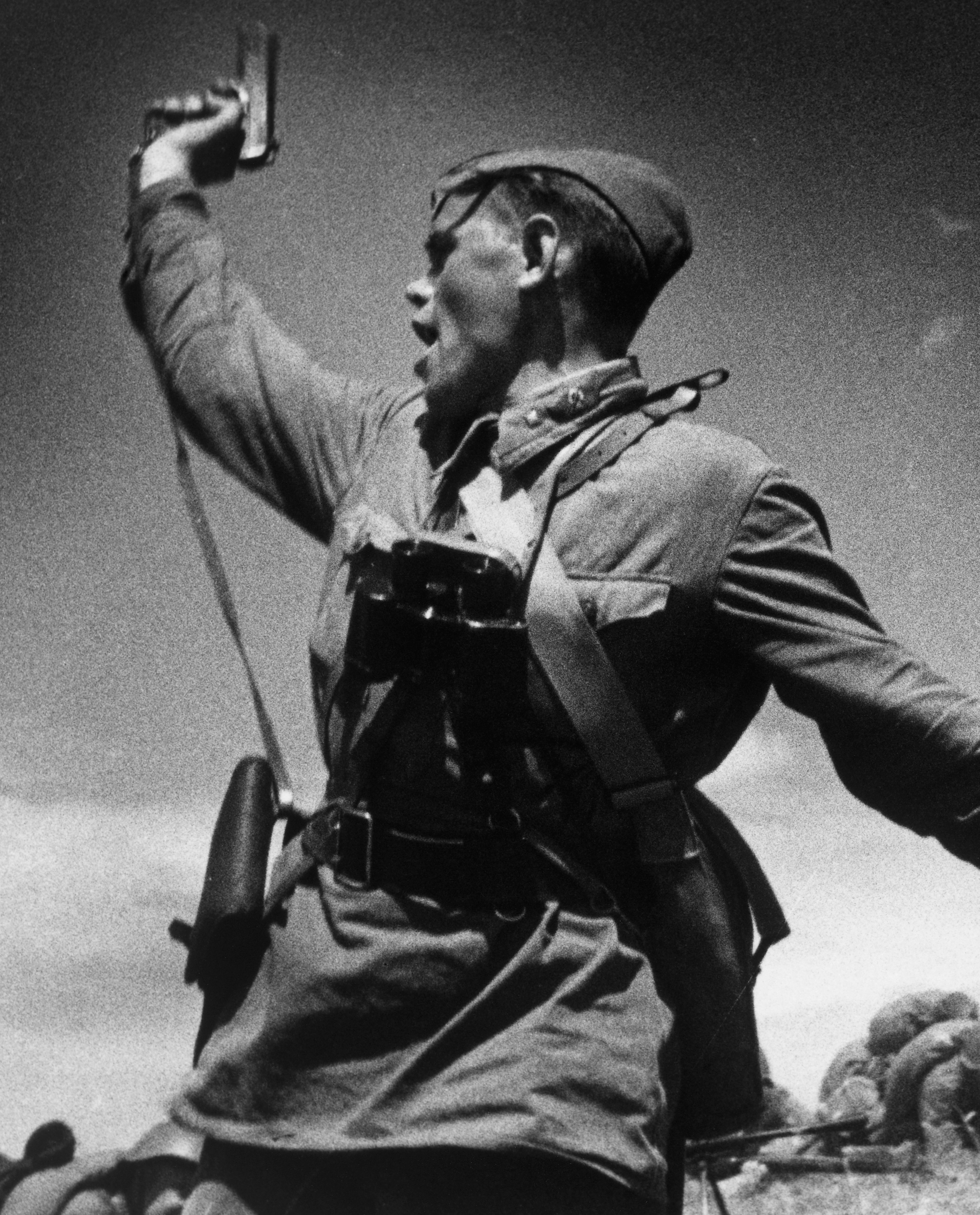
一名以TT-33向天開火，命令蘇軍士兵向德軍位置衝鋒的初級政委。據指，該名叫阿列克謝·戈爾德維奇·葉列緬科的政委在這張相片拍下後不足數分鐘即陣亡

在1920年，蘇俄工農紅軍引進了大量德國製的毛瑟C96手槍。該槍因採用火力強大的7.63×25毫米毛瑟彈而深受士兵青睞。
1930年，蘇聯革命軍事委員會要求以新型制代手槍取代自沙俄時代便開始服役的納甘M1895轉輪手槍。於1931年1月7日進行的招標當中，由費迪·華西列維奇·托卡列夫設計的手槍獲得了軍方的注目，認為它具備成為制式武器的潛質。數周後，蘇軍訂購了1,000把TT-30手槍用作測試，該槍隨後成為了他們的制式手槍 。TT-30於1930—36年間生產，產量約為93,000把。
為了簡化生產，托卡列夫對該槍的槍管、斷接器、扳機和底把進行了少量變動，而最顯著的變動是取消了原本位於握把後方的可移除組件（由於在分解TT-30的扳機時需從後方將其取出，故而設計了該可移除部件），以及對全周長鎖耳的改良。這個改進版本被命名為“TT-33”。TT-33主要用於裝備蘇聯紅軍中的指揮官，並在第二次世界大戰中廣泛地使用，不過直到戰爭結束後仍然未能完全取代納甘轉輪手槍。

## 設計
在外觀上，TT手槍與約翰·白朗寧設計的反沖作用式手槍FN M1903很相似，但前者採用白朗寧的短行程後座作用及傾斜式槍管原理運作，故在內部結構上則與M1911較為相似。然而在其他方面，托卡列夫手槍的設計與白朗寧的設計並不完全一致。包括其採用了一個比M1911簡單的擊鎚和阻鐵組件，該部件為模組化設計，能夠直接從手槍上移除。另外該槍還具備一個經機械加工的彈匣供彈咀，這是為了防止在使用破損的彈匣時出現供彈故障。蘇聯的工程師曾作出多次嘗試以使運作部件更加容易生產和保養。最顯著的是對槍管鎖耳的簡化，這能夠有效減少加工程序。部份版本使用固定在導桿上，並依賴槍管襯套來維持拉緊狀態的覆進簧。TT-33發射7.62×25毫米托卡列夫手槍彈，該彈藥是由毛瑟C96手槍所用的7.63×25毫米毛瑟彈改良而成。托卡列夫手槍彈的特點是威力強大、有著極爲平坦的彈道，而且能夠有效貫穿厚衣服和較薄的防彈衣。TT-33作為一款結構簡單及堅固耐用的手槍，能夠承受一定程度的粗暴對待。該槍在二戰到1950年代期間被大量生產。
與許多半自動手槍不同的是，TT手槍明顯是沒有額外保險裝置，也沒有手動擊錘保險，但仍然可以透過把擊錘拉落一半後固定，以實現半待擊狀態。此時仍不能開槍，但可以縮短將擊鎚完全拉落的時間。作為軍用手槍來說，TT手槍是合格的，但作為警用手槍的評價較遜。除了因為安全問題以外，7.62毫米托卡列夫手槍彈的貫穿力被認為是過強，但對人的殺傷效果（停止作用）卻較遜。
現在於美國，有部份民間使用者把TT-33改裝至發射更強的子彈，包括.38超級彈和9×23毫米溫徹斯特彈等。此外，有許多出口到美國市場的TT手槍及衍生型都添加了各種不同的手動保險裝置。

## 採用
TT-33是二戰期間蘇軍使用量最多的手槍，但直至二戰終結時也無法完全取代納甘M1895。德蘇戰爭初年，TT-33開始被蘇聯境內各工廠大量投產並裝備部隊。在1941年6月22日，蘇聯紅軍已接收大約600萬把TT-33。在戰爭進行期間，該槍的生產量再度增加。
1951年，蘇軍開始以9毫米口徑的馬卡洛夫手槍取代TT-33。儘管如此，直到1970年代，一些民警單位仍有裝備。
二戰期間，德意志國防軍從蘇軍手上繳獲了大量TT-33，並以“Pistole 615(r)”的名義裝備部隊。這是由於7.63×25毫米毛瑟彈的尺吋與7.62×25毫米托卡列夫手槍彈幾乎相同，因此前者能夠直接用在發射托卡列夫手槍彈的槍械，這為德軍使用包括TT手槍和波波莎衝鋒槍在內的繳獲蘇械提供了有利的條件。不過值得注意的是，雖然7.63毛瑟彈可用在7.62托卡列夫口徑的槍械上，但7.62托卡列夫彈卻不應該用在7.63毛瑟口徑的槍械，否則會構成膛炸的風險。這是因為托卡列夫手槍彈所產生的膛壓較高，並非7.63毛瑟口徑的槍械能夠承受的。

## 衍生型
1949年，蘇聯生產了一種裝上抑制器的TT-33衍生型。較特別的是，該槍的抑制器是安裝在槍管襯套之上，而非槍管本身。由於加裝抑制器後增加了槍械的重量，導致其滑套無法自動覆進，故退膛時需要以手動操作的方式進行，從而令該槍變成一枝泵動式手槍。這種消音的托卡列夫手槍最終於1967年被PB消音手槍所取代。

## 外國生產型
TT-33於1954年在蘇聯停產。但蘇聯曾授權東方集團及盟國生產該槍。有些國家還對它作出改良。其中不少仿製型與蘇聯原版手槍在外觀和性能上基本相同。而它們與原版TT手槍的最主要區別是握把護片的樣式和圖案，以及槍上的銘文。

### 中華人民共和國

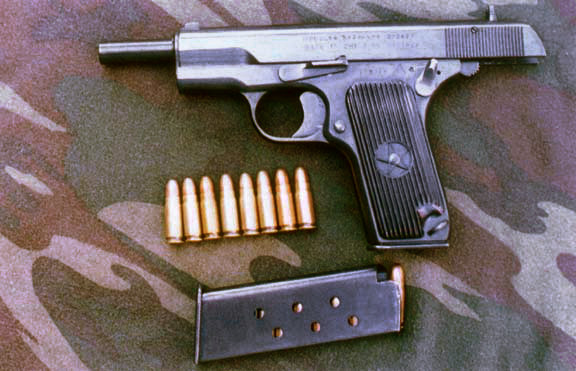
配備手動保險裝置的54-1式

中華人民共和國最早在參與韓戰時獲蘇聯軍援，獲得TT-33手槍，並於1951年開始在當地以“51式”的名義進行仿製。後於1954年推出改良版“54式”。另有出口版本“M20”和“TU-90”。
中國北方工業公司曾推出一款主打外國市場的托卡列夫手槍改良型，是為“213型”（Model 213）。除了原本的7.62毫米托卡列夫口徑型外，該槍還提供9毫米魯格口徑型。其中9毫米口徑版本具備原槍所沒有的手動保險裝置，滑套上的防滑紋也和蘇聯的TT-33不同。它還在彈匣插座後方加上一個彈匣插座阻鐵，以實現在不需改裝底把下直接使用9毫米彈匣。
北方工業曾在1980—90年代向美國出口許多民用槍械，當中包括213型及其他仿製TT手槍。而現在則因美國禁止進口中國製槍械而無法在當地出售。但在禁令生效前已在美國境內的中國民用槍械則不受限制。
其中在日本，TT手槍和其中國仿製品曾經一度被廣泛走私到當地，成為暴力團和黑道用作犯罪的槍械。當中這些手槍包含了生產不合規格的不良品以及非法生產的製品，同時許多走私犯在運輸時為了避免被海關發現而把這些手槍放在船艙底部，導致它們被海水腐蝕，故它們的品質普遍都很差劣，也時常會發生卡彈和啞火等故障。亦有為了防止被海水腐蝕而在手槍上鍍銀的案例（有評論認為這是為了向行外買家隱瞞槍支的差劣品質）。鍍銀的托卡列夫手槍在日本通常被稱為「銀鱈」（銀ダラ）。另外由於握把的顏色和星形標記，它們也被稱為「黑星」，但人們通常使用「銀鱈」來稱呼鍍銀的托卡列夫手槍。然而在近年，TT手槍及其仿製型在日本境內作為非法槍支的地位已大大不如前，並有著被馬卡洛夫手槍和其中國仿製型59式手槍所取代的趨勢。

### 匈牙利

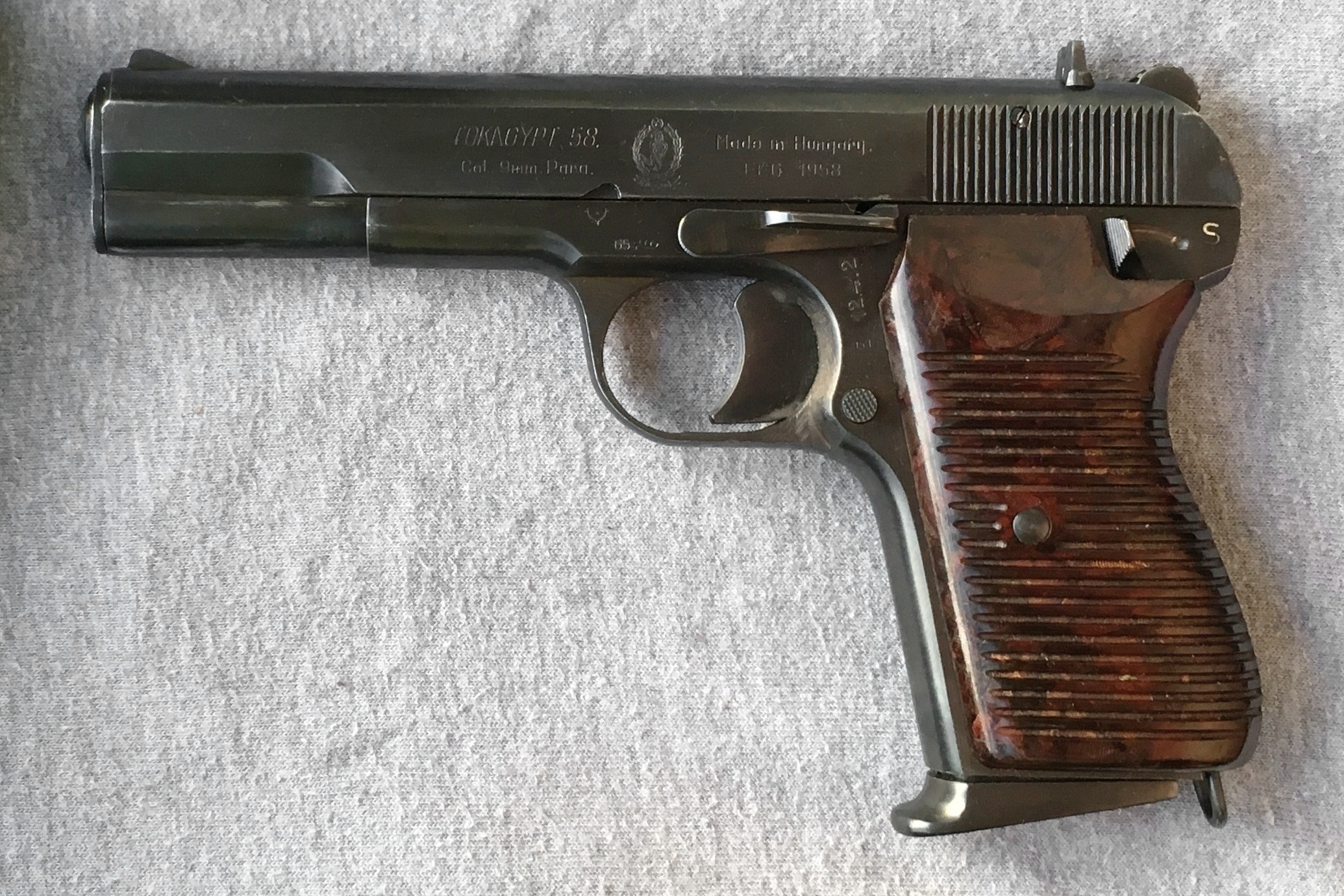
Tokagypt-58 是TT手槍的匈牙利製9毫米口徑衍生型

匈牙利仿製的TT-33手槍被命名為“48.M”。他們亦推出了一款出口埃及的9毫米魯格衍生型，“Tokagypt 58”，這個版本被埃及的警察大量使用 。Tokagypt具備一個有待擊解脫功能的手動保險裝置。還有，用戶能夠透過更換槍管和彈匣由原裝的TT手槍改裝成Tokagypt。
然而，埃及取消了對Tokagypt和其他匈牙利製手槍的大量訂單，廠商只好將這些槍械轉售往如德國（兩德統一前為西德）等西方國家。

### 朝鮮民主主義人民共和國
朝鮮民主主義人民共和國（北韓）在建國後透過蘇聯軍援獲得大量蘇制武器，當中包括TT-33手槍。 他們於1968年推出自主設計的“68式”，該槍為TT手槍配合約翰·白朗寧的設計原素的產物。雖名為68式，但韓國軍方曾經從北韓特工手上繳獲過刻上“1966年”字樣的仿製TT手槍，故不排除北韓在更先前已開始仿製該槍。

### 巴基斯坦

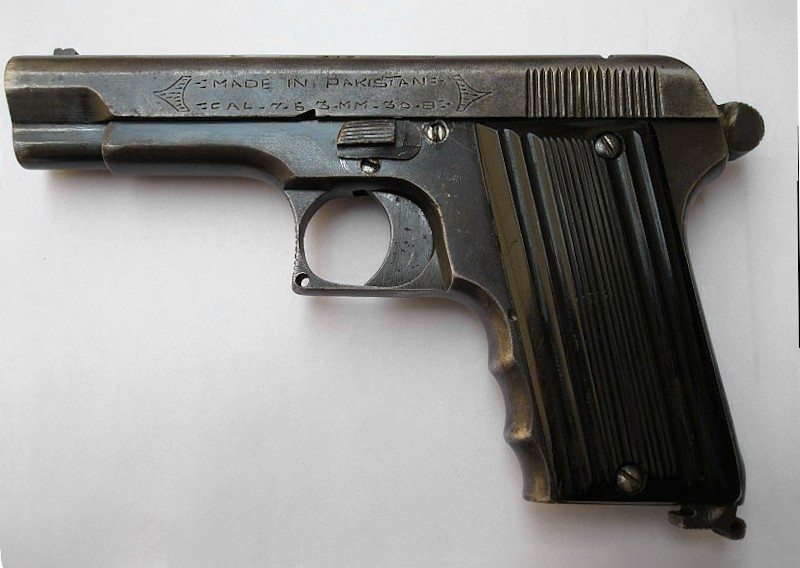
一把由巴基斯坦槍匠手工製作的TT手槍仿製品

位於開伯爾山口的工廠至今仍然合法或非合法地生產各種TT手槍的粗糙仿製品。

### 波蘭
波蘭於1947年開始以“PW wz. 33”的名義仿製TT-33手槍。他們也曾在1954—58年間把7.62毫米口徑的TT手槍改膛為.22 LR口徑用作訓練。

### 羅馬尼亞
羅馬尼亞於1940年代末至50年代期間以“TTC”的名義仿製TT-33。目前仍大量生產作外銷用途。為了符合美國法律要求，出口到當地的羅馬尼亞TT手槍均裝有扳機阻鐵式保險。

### 越南
越南以“K54”（即54式）的名義仿製TT-33和中國54式手槍。最近Z111廠還推出了以13發雙排彈匣供彈的現代化升級版本，“K14-VN”。該槍最早已於2014年正式裝備越南人民軍。

### 南斯拉夫／塞爾維亞

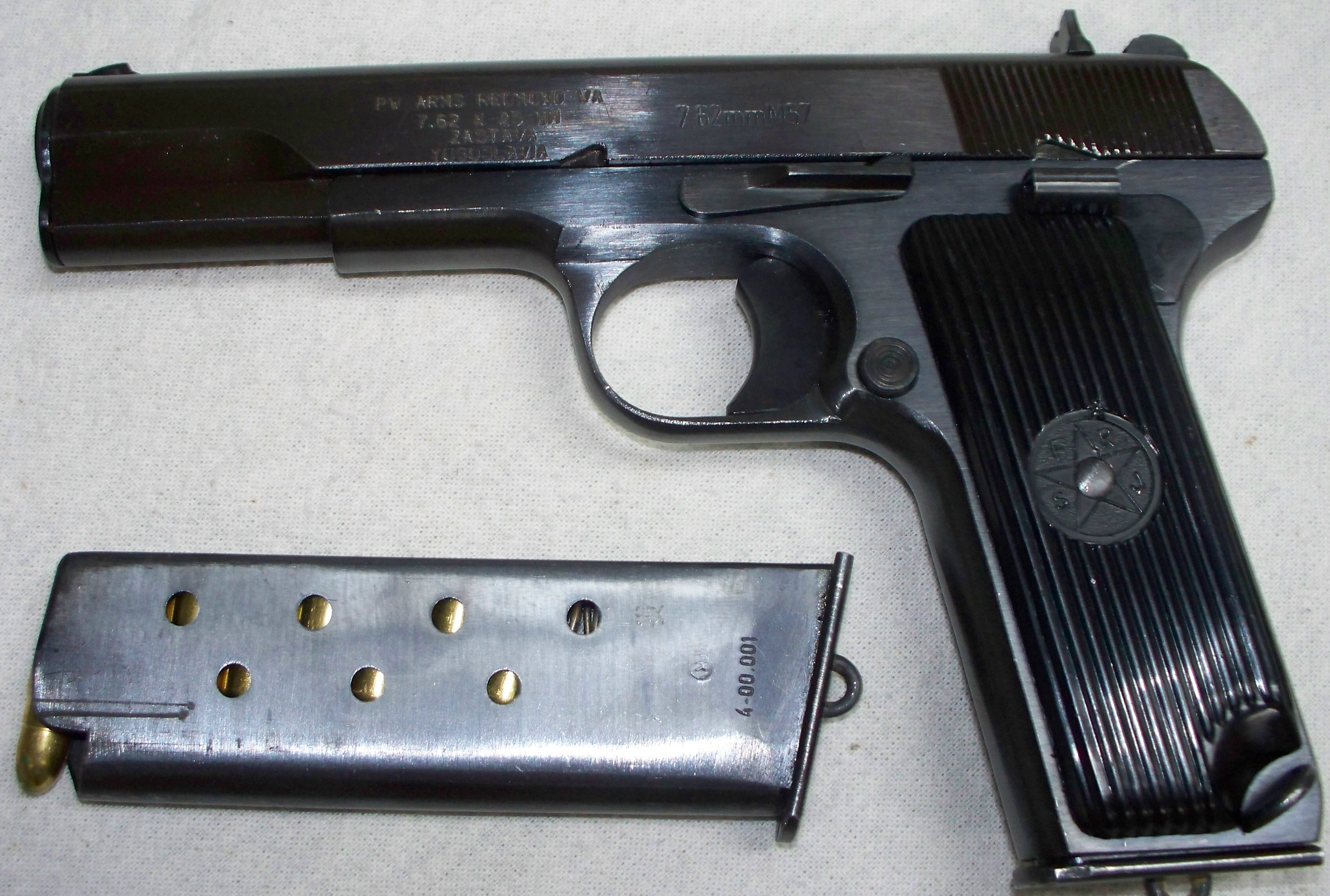
扎斯塔瓦M57以9發彈匣供彈

由扎斯塔瓦武器在當地生產TT-33的改進版本，是為“扎斯塔瓦M57”。
與原槍不同，M57具備一個更長的握把，並以9發容量的彈匣供彈。另有9毫米魯格口徑型“M70A”及緊湊型“M88”。

## 現況
蘇聯於1954年停止生產TT-33後，便把生產機器賣給多個東方陣營國家，並允許它們進行仿製，有些國家至今仍有生產及採用仿製型。在蘇聯解體後，TT-33仍在多個繼承國的軍警中服役或用作儲備，但由於性能已比不上現代手槍，故目前已很少使用。在烏俄戰爭期間，烏克蘭軍隊和警察也有使用TT-33。
除了一些第三世界國家的軍隊和警隊外，TT-33及其仿製型（尤其是中華人民共和國的54式手槍）廣受部份地區的犯罪組織及非合法的準軍事部隊歡迎。主要原因是其低廉的成本並使不法份子容易從黑市中購買（在黑市中TT-33及54式佔了不少數目，當中前者有不少是被黑市商人從前蘇聯的軍火庫中盗取，然後出售），另外也可能與蘇聯和前東方集團國家在冷戰期間大量對外輸出武器有關。由於其發射的7.62毫米托卡列夫手槍彈能夠輕易打穿防彈衣，令TT手槍及其仿製型一度成為了執法機關的剋星。一些美國和加拿大的居民也合法地購買用作自衛武器或運動射擊的用途。

## 使用國
- 阿富汗
- 阿尔巴尼亚
- 阿尔及利亚
- 安哥拉
- 亞美尼亞：繼承自前蘇聯。
- 白俄羅斯：繼承自前蘇聯。
- 柬埔寨
- 喀麦隆
- 中华人民共和国
- 哥伦比亚
- 刚果共和国
- 古巴
- 賽普勒斯
- 埃及
- 赤道几内亚
- ：繼承自前蘇聯。
- 几内亚
- 印度尼西亞
- 伊拉克
- 黎巴嫩
- 利比亞
- 马达加斯加
- 馬爾他
- 毛里塔尼亚
- 摩尔多瓦：繼承自前蘇聯。
- 蒙古国
- 蒙特內哥羅
- 摩洛哥
- 莫桑比克
- 巴基斯坦
- 俄羅斯：繼承自前蘇聯。
- 塞爾維亞
- - 國防情報本部：用於隱蔽行動。
- 叙利亚
- 多哥
- 乌干达
- 乌克兰：繼承自前蘇聯，在俄羅斯入侵烏克蘭期間仍有使用。
- 越南
- 尚比亞
- 辛巴威

### 前使用國
- 阿爾巴尼亞社會主義人民共和國
- 保加利亞人民共和國
- 捷克斯洛伐克社會主義共和國
- 芬兰
- 东德
- 納粹德國
- 匈牙利人民共和国
- 蒙古人民共和国
- 波蘭人民共和國
- 罗马尼亚社会主义共和国
- 苏联
- 土耳其
- 图瓦人民共和国
- 南斯拉夫社會主義聯邦共和國

## 登場作品

### 電影
- 廣泛地出現在蘇聯電影
- 1989年—《英雄本色III夕陽之歌》：型號為TT-33，在寺廟槍戰中由周英傑（梅豔芳飾演）從越共游擊隊員的槍套內搶奪使用。
- 2001年—《大敵當前》：型號為TT-33，由蘇聯紅軍士兵和政治委員所使用。其中有一幕尼基塔·謝爾蓋耶維奇·赫魯雪夫（鮑伯·霍金斯飾演）曾把他的佩槍借給一名被問責的蘇聯紅軍軍官用以自殺謝罪。
- 2001年—：型號為TT-33，由一名索馬里民兵射殺蘭迪‧舒嘉特三等士官長時所使用。
- 2011年—《登陸之日》：型號為TT-33，由蘇聯紅軍、監獄守衛和政治委員所使用，其中一把亦被大日本帝國陸軍大佐長谷川辰雄（小田切讓飾演）用以射殺撤退的日軍士兵。
- 2013年—：型號為TT-33，由格羅莫夫上尉（彼得·費奧多羅夫飾演）和其他蘇聯紅軍士兵所使用。
- 2014年—《殺手的品格（英语：No Tears for the Dead）》：由身為三合會僱傭殺手的男主角，坤（張東健飾演）用在韓國執行的任務。奇怪地在部份鏡頭會變成54式手槍。
- 2015年—及續作：電影中「金士曼」特工們所使用的「金士曼手槍」（Kingsman Pistol）是以TT-30改裝而成，並把彈匣容量增加至10發，槍管下亦裝上了一套特殊的霰彈槍套件。
- 2016年—：型號為TT-33，會裝上消音器，由主角亨利所使用。
- 2017年—：型號為TT-33，由英國秘密情報局特工蘿琳·布勞頓（莎莉·賽隆飾演）與部分蘇聯國家安全委員會特工所使用。
- 2020年—《卡拉什尼科夫（英语：AK-47 (2020 film)）》：型號為TT-33，由蘇聯紅軍士兵所使用。其中一把在村莊與德軍士兵交火期間由米哈伊爾·卡拉什尼科夫中士（尤里·鮑里索夫飾演）所使用。

### 電視劇
- 廣泛地出現在前蘇聯及俄羅斯的電視劇
- 系列
  - ：型號為TT-33，裝上消聲器，在第7集開頭由科索沃恐怖份子用以綁架歐盟代表團。
  - ：型號為TT-33，由俄羅斯黑手黨頭目阿爾卡季·烏里揚諾夫利及亞姆·巴克斯特中士的綁架者所使用。
  - ：型號為TT-33，由朝鮮人民軍士兵、朝鮮勞動黨黨員、麗娜（楊紫瓊飾演）和俄羅斯黑手黨成員所使用，亦曾被20分部成員達米恩·斯科特中士（蘇利文·斯坦布萊頓飾演）和聯邦安全局特工納迪亞·丹斯基所繳獲。

### 電子遊戲
- 1997年—《黃金眼007》
- 2003年—《越共》：型號為TT-33，由越南人民軍及越南南方民族解放陣線所使用。
- 2004年—：型號為TT-33，為蘇聯紅軍制式手槍。
- 2004年—：型號為TT-33，為蘇聯紅軍制式手槍。
- 2005年—《真實計劃》：型號為TT-33，為塔利班、哈瑪斯、伊拉克叛軍、敘利亞自由軍、非洲抵抗軍和民兵陣營專用手槍。
- 2007年—《穿越火线》：型号为TT-33，最早由中国大陆服务器于2017年9月9日推出，命名为“TT-33”，8发弹匣，只能在2017年9月9日~19日期间在活动页面领取永久。
- 2008年—：型號為TT-33，戰役模式中為蘇聯紅軍制式手槍並由迪米特里·彼得連科列兵所使用。在聯機模式中為解鎖武器，可由所有陣營使用。
- 2010年—：型號為TT-33，僅於戰役模式關卡「Project Nova」中登場，由蘇聯紅軍士兵維克多·雷澤諾夫、列夫·克拉夫錢科及英國突擊隊所使用。
- 2010年—：在DLC《再戰越南》中登場，命名為「TT-33」。奇怪地沒有無彈後定。
- 2014年—《合同戰爭》
- 2015年—《戰術小隊》：型號為TT-33，命名為“TT33 Tokarev”，由民兵及叛軍小隊隊長、醫療兵及特等射手所使用。
- 2016年—《英雄與將軍》
- 2016年—《女神異聞錄5》：主人公Joker在異世界中默認的遠程武器就是TT手槍（托卡列夫）。
- 2016年—《少女前線》：型號為TT-33，以“托卡列夫”的名稱登場。
- 2016年—《逃離塔科夫》：型號為TT-33。
- 2017年—《風起雲湧2：越南（英语：Rising Storm 2: Vietnam）》：為越共陣營使用的手槍。
- 2021年—《決勝時刻：先鋒》：型號為TT-33，命名為“RATT”，奇怪地載彈量為9發。
- 2021年—《應徵入伍》：型號為TT-33。

### 動畫
- 2004年—《雲之彼端，約定的地方》：型號為TT-33，由白川拓也持有。
- 2006年—《BLOOD+》：型號為TT-33，由一名越南武裝人員所持有。
- 2006年—《暮蟬悲鳴時》：型號為TT-33。
- 2006年—：型號為TT-33，由俄羅斯黑手黨“莫斯科酒店”成員及真主黨成員伊布拉哈等多個陣營和角色所使用，也被女主角萊薇在日本活動期間短暫地用作配槍。
- 2007年—《DARKER THAN BLACK -黑之契約者-》：型號為TT-33，由東歐的黑手黨成員所使用。
- 2009年—《Phantom -PHANTOM OF INFERNO-》：型號為TT-33，由洛梅羅（僅在回憶情節中出現）、多個陣營的黑幫和華裔黑手黨成員徐進發（有可能是54式手槍）所使用。
- 2009年—《幽冥特工》：型號為TT-33，白銀裝飾，出現在軍火庫中，後來由澤娜所使用。
- 2011年—《Fate/Zero》：型號為TT-33，由童年的衛宮切嗣用以殺害其父親。
- 2016年—《文豪野犬》：型號為TT-33，由港口黑手黨立原道造所使用。

### 漫畫
- 2010年—《呆萌蠢戰線 -魔女瓦西卡的戰爭（日语：靴ずれ戦線 -魔女ワーシェンカの戦争-）》：為TT-33，娜佳和部份蘇聯紅軍士兵及內務人民委員會委員的佩槍。

## 資料來源
1. ↑  .   [2007-10-22]. （原始内容存档于2007-10-29）.
2. ↑  Monetchikov, S. TT: Small Russian miracle. "Bratishka" magazine website. December 2007
3. ↑  World.guns.ru. .   [2008-01-29]. （原始内容存档于2008-04-05）.
4. 1 2  Cruffler.com. . March 2001  [2008-01-29]. （原始内容存档于2008-01-31）.
5. ↑  Tokarev, Vladimir. . 2000  [2008-01-29]. （原始内容存档于2008-01-31）. |url-status=和|dead-url=只需其一 (帮助)
6. 1 2 3 4  Bishop, Chris. . Grange Books. 2006: 13–14. ISBN 978-1-84013-910-5.
7. ↑  Kokalis, Peter. . Boulder, Colorado, USA: Paladin Press. January 2001: 96. ISBN 978-1-58160-122-0.
8. ↑  .   [14 November 2014]. （原始内容存档于2010-08-08）.
9. ↑  . Riaz Ahmed. Express Tribune.   [2016-11-16]. （原始内容存档于2016-11-16）.
10. ↑  Lawrence, Erik. . Erik Lawrence Publications. 2015-03-13  [2020-06-05]. ISBN 9781941998267. （原始内容存档于2020-06-05） （英语）.
11. 1 2  . guns.ru. 19 December 2015  [1 April 2018]. （原始内容存档于2016-11-23）.
12. ↑  . baodatviet.vn.   [1 April 2018]. （原始内容存档于2017-12-07）.
13. ↑  . baodatviet.vn.   [1 April 2018]. （原始内容存档于2017-12-07）.
14. ↑  .   [2016-11-03]. （原始内容存档于2016-11-04）.

- weaponplace.ru-TT（页面存档备份，存于）
- tokarev.com（页面存档备份，存于）